# Damir Bektić
Damir Bektić (* 30. Januar 1997 in Berlin) ist ein ehemaliger  deutsch-bosnischer Fußballspieler und Trainer. Er wurde meist als zentraler Mittelfeldspieler eingesetzt und trainierte nach dem Ende seiner aktiven Karriere bis 2023 den SV Tasmania Berlin in der NOFV Oberliga.

## Karriere

### Im Verein
Damir Bektić durchlief die Jugendabteilung bei Hertha BSC und erreichte in der Saison 2014/15 im DFB-Junioren-Vereinspokal mit der A-Jugend von Hertha BSC das Finale und traf dort auf Energie Cottbus. Er und seine Mannschaftskameraden gewannen den Vereinspokal durch einen 1:0-Sieg im Stadion auf dem Wurfplatz. Zur Saison 2016/17 stieg er aus der A-Jugend in die zweite Mannschaft auf, welche in der Regionalliga Nordost spielte. Sein Debüt für die zweite Mannschaft gab er direkt am ersten Spieltag der Saison, als er von Trainer Ante Čović in der ersten Halbzeit eingesetzt wurde.
Nach der Saison 2016/17 musste er die zweite Mannschaft von Hertha BSC verlassen. Nachdem er ein halbes Jahr vereinslos war, wurde er von der zweiten Mannschaft von Werder Bremen verpflichtet, welche in der 3. Liga spielte. Seinen einzigen Saisoneinsatz bestritt er am 11. Februar 2018 beim Spiel zwischen Werder Bremen II und SV Wehen Wiesbaden, dabei wurde er von Trainer Sven Hübscher in der Nachspielzeit der zweiten Hälfte für Marc-André Kruska eingewechselt. Sein am Saisonende auslaufender Vertrag wurde vereinsseitig nicht verlängert. Im Sommer verpflichtete ihn der FC St. Pauli für seine Regionalligareserve. Nach einem Jahr verließ er Hamburg wieder und wechselte für eine Saison in die Regionalliga Nordost zu Energie Cottbus. Seit 2020 spielt er in der NOFV Oberliga Nord beim SV Tasmania Berlin, der 2021 in die NOFV Regionalliga aufstieg, um ein Jahr später wieder abzusteigen. Bektić beendete wegen wiederholten schweren Verletzungen während der Saison 2021/2022 seine aktive Laufbahn und wurde Assistent von Trainer Thomas Franke.  Zur Oberliga-Saison 2022/23 übernahm Bektić die Chef-Trainerposition. Anfang Dezember 2023 trennte sich der SV Tasmania von Bektić wegen einer "nicht zufriedenstellend[en]" Zwischenbilanz.

### In der Nationalmannschaft
Bektić spielte zwischen September 2013 und Mai 2014 insgesamt 14-mal für die deutsche U17-Nationalmannschaft. Mit ihr nahm er an der U17-Europameisterschaft 2014 auf Malta teil, bei der er in drei Spielen zum Einsatz kam.

## Erfolge
- DFB-Junioren-Vereinspokal-Sieger: 2014/15
- Fritz-Walter-Medaille 2014 in Silber (U17)